# Falerone (stolica tytularna)
Falerone (łac. Faleronensis) - stolica historycznej diecezji w Italii, współcześnie miasto Falerone w regionie Marche prowincji Ascoli Piceno we Włoszech. Obecnie katolickie biskupstwo tytularne. W latach 1982–1992 biskupem Falerone był Wojciech Ziemba, jako biskup pomocniczy archidiecezji warmińskiej.

## Biskupi tytularni
| Lp. | Biskup                               | Funkcja                              | Od               | Do               |
| --- | ------------------------------------ | ------------------------------------ | ---------------- | ---------------- |
| 1   | Peter Quinn                          | biskup pomocniczy Perth (Australia)  | 26 czerwca 1969  | 26 maja 1982     |
| 2   | Wojciech Ziemba                      | biskup pomocniczy warmiński          | 19 czerwca 1982  | 25 marca 1992    |
| 3   | Damião António Franklin              | biskup pomocniczy Luandy (Angola)    | 29 maja 1992     | 23 stycznia 2001 |
| 4   | Giuseppe Betori                      | sekretarz generalny Episkopatu Włoch | 5 kwietnia 2001  | 8 września 2008  |
| 5   | Luigi Bianco arcybiskup pro hac vice | nuncjusz apostolski                  | 12 stycznia 2009 |                  |